# Ледесма (Саламанка)
Ледесма (ісп. Ledesma) — муніципалітет в Іспанії, у складі автономної спільноти Кастилія-і-Леон, у провінції Саламанка. Населення — 1968 осіб (2010).
Муніципалітет розташований на відстані близько 210 км на захід від Мадрида, 31 км на північний захід від Саламанки.
На території муніципалітету розташовані такі населені пункти: (дані про населення за 2010 рік)
- Альдеагутьєррес: 0 осіб
- Ель-Касар: 0 осіб
- Ель-Сересо: 1 особа
- Куадрільєрос: 0 осіб
- Куадрільєрос-де-лос-Дьєсес: 4 особи
- Естакас: 5 осіб
- Естакільяс: 1 особа
- Фрадес-де-Санта-Марія: 7 осіб
- Ледесма: 1915 осіб
- Мучачос: 0 осіб
- Ногес: 22 особи
- Пелілья: 3 особи
- Ла-Ріверіта: 0 осіб
- Ла-Саграда: 1 особа
- Ла-Самасіта: 0 осіб
- Ла-Самаса: 3 особи
- Санта-Маріна: 0 осіб
- Санто-Домінго: 0 осіб
- Ла-Вадіма: 1 особа
- Сафронсіно: 0 осіб
- Соріта: 5 осіб

## Демографія
Динаміка населення (INE ):

## Галерея зображень

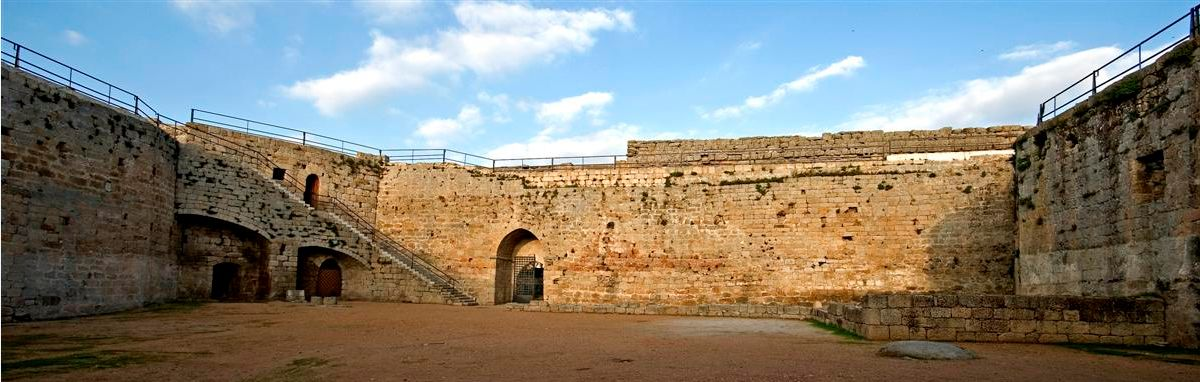
Замок

## Зовнішні посилання
- Провінційна рада Саламанки: індекс муніципалітетів [Архівовано 23 квітня 2009 у Wayback Machine.]
- Посилання на Google Maps